# Rikken Seiyūkai

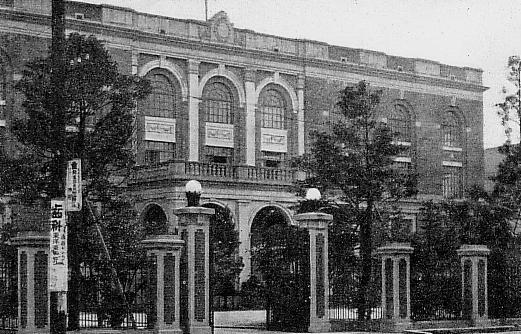
Seiyūkais högkvarter ca 1900.

Rikken Seiyūkai var japanskt politiskt parti, grundat 1900 av furst Ito Hirobumi. Det förfäktade moderat konservativa synpunkter och tillvaratog särskilt jordbrukets och industrins intressen. Under mellankrigstiden associerade sig Seiyūkai med armén och engagerade sig mer än sina parlamentariska motståndare, Kenseikai, från 1927 Minseito, för den förda aggressiva utrikespolitiken. Seiyūkai upplöstes 1940 vid bildandet av ett statligt enhetsparti. Det liberala partiet, som organiserades efter nederlaget andra världskriget, anknöt till det gamla Seiyūkai-partiet, likaså dess efterföljare fr.o.m. 1948, det demokrat-liberala partiet, f.n. Japans starkaste parti.

## Källa
- Seiyukai, Svensk uppslagsbok 1955.